# 鈴木智草
鈴木 智草（すずき ちぐさ、1975年9月18日 - ）は、岐阜県高山市出身の元山梨放送 (YBS) のアナウンサー。

## 来歴
実践女子大学を卒業後、1998年、山梨放送に入社。同局のアナウンサーになり、テレビ・ラジオの双方に出演した。
後に山梨放送を退社。

## 担当番組

### テレビ番組
- 山日YBSワイドニュース プラス1（2001年4月 - 2004年3月、2006年4月 - 2008年3月） - キャスター
- YBSワイドニュース - 土曜担当
- ただいま☆☆（ - 2005年3月） - 司会
- ゆうひのジャングル → 山梨知的探検隊ゆうひのジャングル（2005年4月 - 2006年3月） - 謎解き調査隊副隊長 → 火曜・木曜担当
- やまなしToday（ - 2007年3月）
- やまなし元気ナビ - 日曜リポーター
- YBSニュース - 持ち回りで出演
- 朝だ!生です旅サラダ（朝日放送） - 山梨中継リポーター

### ラジオ番組
- ガンバ・LA・ねっと - 火曜担当[2]
- YBSニュース・アップ! - 金曜担当[2]
- ラジオライトハウス[2]
- エド山口のしびれて土曜日 - アシスタント
- クラクラ・クラシック
- シネマフレーバー（2005年9月 - 2007年4月）
- 765MUX（2006年度） - 木曜・金曜担当
- Dig The Music - 土曜担当
- 歌のない歌謡曲（YBSラジオ版）[3]
- YBSラジオニュースと天気予報